# Mumpsvirus
Das Mumpsvirus (englisch Mumps virus, Spezies Orthorubulavirus parotitidis, früher Mumps orthorubulavirus oder Paramyxovirus parotitis) ist ein nur beim Menschen vorkommendes Virus aus der Familie Paramyxoviridae und ist der Erreger des Mumps (Parotitis epidemica). Das Virus konnte erstmals 1945 von John Franklin Enders in bebrüteten Hühnereiern vermehrt und charakterisiert werden. 1954 wurde die damals außergewöhnliche Morphologie des Mumpsvirus im Elektronenmikroskop erstmals untersucht.
Das Mumpsvirus besitzt eine lipidhaltige Virushülle, die ein geknäuelt angeordnetes, helikales Kapsid umgibt. Diese Struktur erklärt die Empfindlichkeit des Mumpsvirus gegenüber milden Seifen und Austrocknung. Das Virus ist als einheitlicher Serotyp weltweit verbreitet und verfügt über kein tierisches Reservoir.

## Morphologie

Schema: Virion der Paramyxoviridae

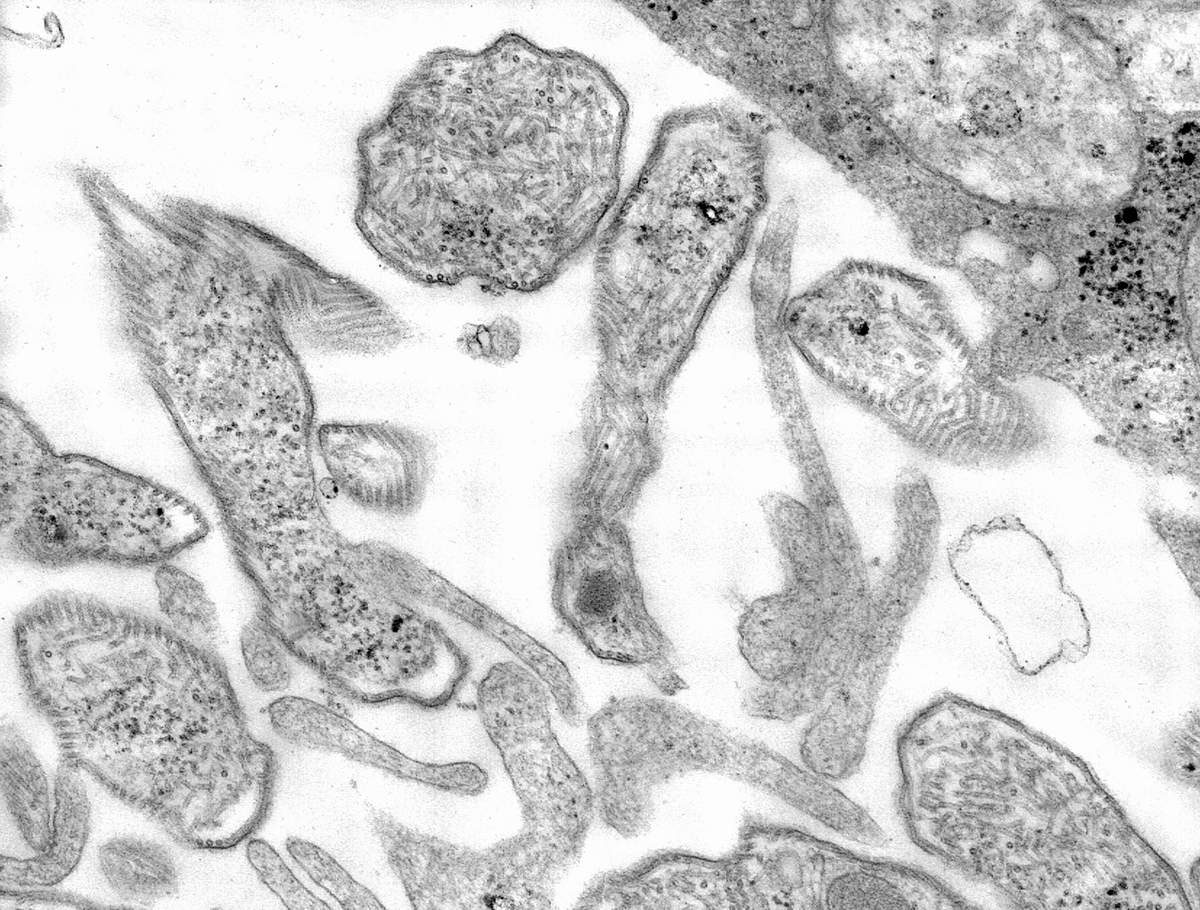
Darstellung der eng gepackten, schlauchartigen Kapside des Mumpsvirus (Dünnschicht-TEM-Aufnahme)

Das Virion des Mumpsvirus erscheint rund bis unregelmäßig mit einem mittleren Durchmesser von 150 nm. In der Virushülle befinden sich zwei Hüllproteine (F1 und F2), von denen das F1 eine Hämagglutinin- und Neuraminidase-Aktivität aufweist. F1 und F2 lagern sich als Heterodimer zusammen und bilden das so aktive Fusionsprotein zum Eintritt in die Zelle. Die Innenseite der Hülle ist von einem Matrixprotein bedeckt, das den Zusammenbau des Viruspartikels beim Austritt an der Zellmembran ermöglicht.

Das helikale Kapsid umschließt die virale RNA und besteht aus vier verschiedenen Kapsidproteinen, zum überwiegenden Teil dem N-Protein (N: Nukleokapsid). Die Anwesenheit des N-Proteins ist auch bei der Transkription der viralen RNA erforderlich.
Im Inneren des Virions wird zusätzlich ein Molekül der viralen RNA-Polymerase verpackt, um unmittelbar nach Eintritt in die Zelle eine komplementäre (+)RNA zu synthetisieren.

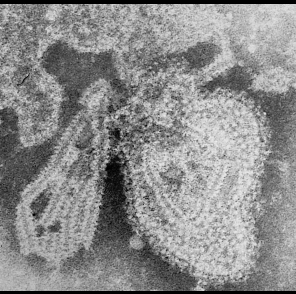
Aus dem Virion freigesetzte Anteile des helikalen Kapsids

## Genom
Das Genom des Mumpsvirus ist ein einziger, linearer Strang RNA mit negativer Polarität (ss(-)RNA) und einer Länge von 15.384 nt. Das Genom beinhaltet neun Offene Leserahmen (ORF), die für acht virale Proteine codieren: Nukleo- (N), Phospho- (P), Matrix- (M), Fusionsprotein (F), großes Protein (L), V-Proteine sowie ein kleines, hydrophobes (SH) Protein. Außerdem wird eine Hämagglutinin-Neuraminidase (HN) kodiert. Das SH-Protein verhindert, dass die infizierte Zelle in die Apoptose geht. Das V-Protein ist nur in infizierten Zellen nachweisbar und verhindert die Aktivierung einer Interferon-induzierten antiviralen Antwort.
Die ORFs sind nacheinander ohne Überlappung angeordnet und werden von kurzen nichtcodierenden Bereichen getrennt. An den Enden des RNA-Stranges befinden sich weder eine 5'-Cap-Struktur noch ein Poly-A-Schwanz.

## Subtypen und Impfstämme
Weltweit wurden mehrere genetisch leicht unterschiedliche Subtypen des Mumpsvirus isoliert, die sich jedoch weder in der Erkrankung noch in der serologischen Reaktion unterscheiden; das Mumpsvirus liegt damit trotz kleiner Varianten in nur einem weltweiten Serotyp vor. Einige natürliche oder in der Zellkultur gezüchtete Stämme werden in abgeschwächter Form als attenuierter Lebendimpfstoff zur Schutzimpfung verwendet (Mumpsimpfstoff). In Deutschland wird der Impfstoff überwiegend aus dem Stamm Jeryl-Lynn hergestellt, der in bebrüteten Hühnereiern vermehrt wird. Während die Mumpsinfektion eine lebenslange Immunität hinterlässt, vermag die einmalige Impfung eine solche nicht immer zu induzieren. Die spezifischen Antikörper (IgG) gegen das Mumpsvirus sinken in ihrer Plasmakonzentration sehr rasch ab und sind im Verlaufe mehrere Jahre in den derzeitigen Testverfahren oft nur schlecht oder gar nicht mehr nachweisbar; dieses Verschwinden der Nachweisbarkeit des Mumps-IgG ist nicht unbedingt ein Zeichen nicht vorhandener zellulärer Immunität.

Spezies Orthorubulavirus parotitidis (veraltet Mumps orthorubulavirus oder Paramyxovirus parotitis)
- Mumpsvirus (englisch Mumps virus)

- Subtyp Mumpsvirus Stamm Belfast
- Subtyp Mumpsvirus Stamm Bristol
- Subtyp Mumpsvirus Stamm Edinburg 2
- Subtyp Mumpsvirus Stamm Edinburg 4
- Subtyp Mumpsvirus Stamm Edinburg 6
- Subtyp Mumpsvirus Stamm Enders
- Subtyp Mumpsvirus Stamm Kilham
- Subtyp Mumpsvirus Stamm Matsuyama
- Subtyp Mumpsvirus Stamm RW
- Subtyp Mumpsvirus Stamm SBL
- Subtyp Mumpsvirus Stamm SBL-1
- Subtyp Mumpsvirus Stamm Takahashi
- Subtyp Mumpsvirus Stamm Jeryl-Lynn
- Subtyp Mumpsvirus Stamm L-Zagreb
- Subtyp Mumpsvirus Stamm Urabe
- Subtyp Mumpsvirus Stamm Miyahara-Vakzine
- Subtyp Mumpsvirus Stamm Urabe-Vakzine AM9

## Meldepflicht
In Deutschland ist der direkte oder indirekte Nachweis vom Mumpsvirus namentlich meldepflichtig nach § 7 des Infektionsschutzgesetzes (IfSG), soweit der Nachweis auf eine akute Infektion hinweist. Die Verpflichtung betrifft die Leitungen von Laboren usw. (§ 7 IfSG)